# Francesco Ricci Paracciani
Francesco Ricci Paracciani (ur. 8 czerwca 1830 w Rzymie, zm. 9 marca 1894 tamże) – włoski duchowny katolicki, kardynał, brat cioteczny kardynała Salvatore Nobiliego Vitelleschiego.

## Życiorys
Pochodził z arystokratycznego rodu. W latach 1875–1876 sprawował urząd prefekta Domu Papieskiego. 13 grudnia 1880 Leon XIII kreował go kardynałem in pectore. Nominacja została ogłoszona 27 marca 1882. Od 1885 do 1891 był wielkim przeorem Zakonu Maltańskiego na Rzym. Od 1892 do śmierci pełnił funkcje prefekta Fabryki Świętego Piotra i archiprezbitera bazyliki watykańskiej.